# لي جيني
لي جيني (هانغل: 이제니) هي كاتِبة وشاعرة كورية جنوبية، ولدت في 1972 في بوسان في كوريا الجنوبية.